# بانک استقراضی
بانک استقراضی ایران با نام کامل بانک حسابداری و استقراضی ایران (به روسی: Учетно-Ссудного Банка Персии)، یک بانک روسی بود که در سال ۱۸۹۱ میلادی برابر با ۱۲۷۰ خورشیدی به وسیله یکی از اتباع روسیه تزاری به نام یاکوف سولومونوویچ پولیاکوف در راستای رقابت‌های روسیه و انگلیس در ایران افتتاح شد. بانک سلطنتی انگلیس و بانک استقراضی که به ترتیب در سال‌های ۱۸۹۹ میلادی و ۱۸۹۰ میلادی تأسیس شدند، عمده فعالیت‌های تجاری ایران که سابق بر آن بر دوش صرافان بود را بر عهده گرفتند.

## برادران پولیاکوف در ایران
خانواده پولیاکوف خانواده‌ای یهودی اهل روسیه بودند که در زمینه احداث راه‌آهن و بانکداری فعال بودند. این خانواده از شهر دوبرونو (en) واقع در جمهوری بلاروس برخواسته اند.
پدربزرگ برادران پولیاکوف از لهستان مهاجرت نموده و نام فامیلی ایشان برگرفته از نام لهستان می‌باشد

اولین و برجسته‌ترین صاحبان امتیاز روسی در ایران، سرمایه داران معروف، برادران پولیاکوف بودند.
در سال ۱۸۸۹ میلادی مطابق ۱۲۶۷ خورشیدی، لازار سولومونوویچ پولیاکوف مؤسسه مشارکت صنعت و تجارت در ایران و آسیای مرکزی را با شعبه‌هایی در تهران، رشت، مشهد و سایر شهرهای بزرگ ایران تشکیل داد و در سال ۱۸۹۲ میلادی مطابق با ۱۲۷۰ خورشیدی نیز انجمن بیمه و حمل و نقل ایرانی را در تهران افتتاح کرده، ساخت کارخانه کبریت سازی را در آنجا آغاز کرد و سه چهارم سهام یک شرکت بلژیکی را که مالک شرکت فعال در زمینه خودروی با نیروی محرکه اسب را در تهران خریداری نمود. همچنین در سال ۱۸۹۳ میلادی مطابق با ۱۲۷۱ خورشیدی، لازار پولیاکوف امتیاز ساخت بزرگراهی از سواحل دریای خزر، ابتدا به قزوین و سپس در سال ۱۸۹۵ به تهران را دریافت کرد.

## اعطای مجوز تأسیس بانک خصوصی به یاکوف پولیاکوف در ایران
در سال۱۸۹۰ میلادی برابر با ۱۲۶۸ خورشیدی، برادر لازار پولیاکوف یعنی، یاکوف سولومونوویچ پولیاکوف امتیازی به مدت ۷۵ سال برای تأسیس بانکی در ایران با حق شرکت در عملیات وام دهی با تضمین اوراق بهادار، برات و کالا و سازماندهی مزایده به دست آورد. سرمایه بانک ۵ میلیون فرانک تعیین شد که یک میلیون آن توسط صاحب امتیاز در ۶ ماه اول و مابقی در اقساط متوالی در مهلت تعیین شده توسط اداره بانک پرداخت می‌شد. طبق شرایط این امتیاز، ۱۰ درصد سود خالص عملیات بانکی به خزانه شاه، ۲۵ درصد به مؤسسان و ۶۵ درصد به سهامداران می‌رسید. یاکوف پولیاکوف برای حق اعطا شده به بانک برای سازماندهی حراج در تهران، در پایان هر سال باید هزار تومان به دولت شاه می‌پرداخت.
بانک استقراضی با افتتاح یک اداره مرکزی و شعبه‌هایی در چند شهر شمال کشور کار خود را آغاز کرد.

## دولتی شدن بانک استقراضی
اولین گام‌های این بانک در ایران موفقیت چندانی نداشته و این بانک که ابتدا به نام انجمن استقراضی ایران نامیده می‌شد، بدون موفقیت در گسترش فعالیت‌های خود برای سه سال ادامه کار داده و در آوریل ۱۸۹۴ میلادی معادل فروردین ۱۲۷۳ توسط وزارت اقتصاد روسیه خریداری شد. این تصمیم در راستای خودکامگی و تمرکز گرایی دولت روسیه انجام گردید.

## واگذاری بانک استقراضی به ایران
در سال ۱۳۰۰ که در روسیه نظام کمونیستی روی کار آمده بود، بانک استقراضی به ایران واگذار شد. دکتر مصدق وزیر مالیه وقت نام بانک ایران را بر آن گذاشت و مسئولیتش را به مرتضی خان ممتازالملک سپرد. این بانک هیچ‌گاه نتوانست سپرده قابل ملاحظه‌ای جذب کند و در فعالیت‌های بانکی چندان موفق نبود. در سال ۱۳۱۲ این بانک در بانک کشاورزی ایران ادغام شد.